# Richard Bella
Richard Felicié Bella (* 3. April 1964 in Bimbo) ist ein ehemaliger Basketballspieler aus der Zentralafrikanischen Republik.

## Karriere
Richard Bella gewann 1987 mit der Nationalmannschaft der Zentralafrikanischen Republik die Afrikameisterschaft und qualifizierte sich damit mit der Mannschaft für die Olympischen Spiele 1988 in Seoul.
Bella war von 1989 bis 1993 in der NCAA für die Mannschaft der Saint Francis Xavier University aktiv, wurde bei der NBA-Draft 1993 jedoch nicht ausgewählt. Er wechselte nach Italien, wo er in der zweithöchsten Spielklasse für Francorosso Torino und Libertas Udine aktiv war.